# Jean-Marie Gonod

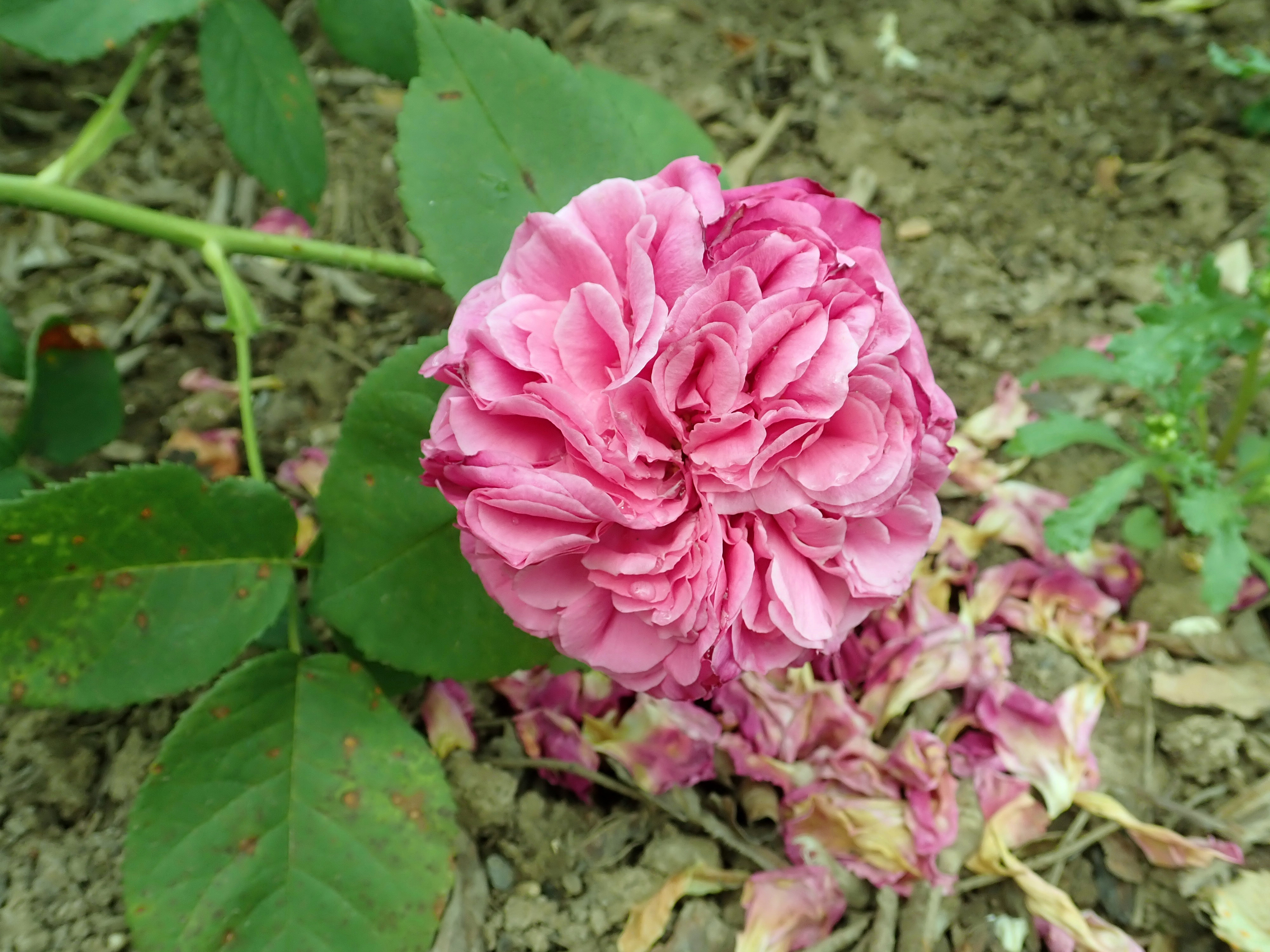
'Souvenir de Madame de Corval' (1867) à Sangerhausen.

Jean-Marie Gonod, né le 6 janvier 1827 à Crottet (Ain) et mort le 12 mars 1888 à Lyon, est un rosiériste français établi à Lyon dont les roses obtinrent un grand succès dans la seconde moitié du XIXe siècle.

## Carrière
À partir de l'âge de seize ans, il est en apprentissage au château de Beauregard de 1843 à 1846, puis travaille chez le pépiniériste lyonnais Crozy pendant deux ans avant d'être jardinier en chef du château de l'Aumusse à Crottet, puis du château de Saint-Clément-lès-Mâcon. Il ouvre à Lyon son propre établissement dans le quartier de Monplaisir en 1857. En même temps, il travaille pour le parc de la Tête-d'Or, comme chef de la brigade des jardiniers.
Il met au commerce ses premières roses à partir de 1863. Ce sont les hybrides remontants  'Vicomtesse Douglas’ (variété obtenue en 1862) et 'Deuil du Prince Albert' (1862) et le rosier Bourbon ‘Céline Gonod’ (1861). Il se lance dans la production d'hybrides remontants comme 'Achille Gonod' (1864), 'Souvenir de Madame de Corval' (1867), 'Madame de Soubeyran' (1872), de couleur rose vif, 'Madame Adélaïde de Meynot' (1882), de couleur rouge bordeaux, et dont certains sont dédiés à des aristocrates russes qui raffolaient des roses lyonnaises, par exemple : ‘Anna de Besobrasoff’ (1878) ou ‘Princesse Marie Dolgorouky’ (1878), de couleur rose très pâle.
Il meurt à Lyon en 1888, laissant plus d'une soixantaine d'obtentions.

## Hommage
- Jean Ducher fils lui dédie après sa mort l'hybride remontant 'Souvenir du Rosiériste Gonod' de couleur rouge, en 1889.